# Sarah Tondé
Sarah Tondé (ur. 30 października 1983) – lekkoatletka z Burkina Faso, sprinterka, olimpijka.
W roku 2000 reprezentowała swój kraj na igrzyskach w Sydney. Startowała w biegu na 100 metrów kobiet - odpadła w eliminacjach z czasem 12.56 s.

## Rekordy życiowe
| Dystans            | Wynik | Miejsce     | Data          |
| ------------------ | ----- | ----------- | ------------- |
| bieg na 100 metrów | 11.56 | Ouagadougou | 24 lipca 2005 |
| bieg na 200 metrów | 23.34 | Ouagadougou | 24 lipca 2005 |